# 367943 Duende
367943 Duende (provisorisk beteckning: 2012 DA14) är en jordnära asteroid som upptäcktes 23 februari 2012 vid Observatorio Astronómico de La Sagra, Granada i Spanien. Storleken har uppskattats till 50 meter i diameter och vikten till 190 000 ton. Den 15 februari 2013 passerade den jorden på ett avstånd av 27 700 kilometer, vilket är det närmaste för ett objekt i den storleken. Passagen sammanträffade med nedfallet av ett antal meteoriter över Uralbergen i Tjeljabinsk-området i Ryssland, men ingenting tyder på att händelserna har samband.
I samband med passagen förändrades dess omloppsbana. I fortsättningen har den en omloppsperiod på 317 dagar och klassas som en Aten-asteroid i stället för Apollo-asteroid. Nästa gång den passerar nära jorden beräknas vara 15 februari 2046, när den passerar på ett avstånd av 0,01 astronomisk enhet.
Nedslagsrisken enligt Palermoskalan skattades till −7,44.
Kollisionsrisken enligt Torinoskalan var satt till 0, det vill säga ingen eller försumbar risk.

## Namngivning
Asteroiden har fått sitt namn Duende efter en art av troll eller älvor inom iberisk tradition. Man hittar dem särskilt i väggarna till barns sovrum.